# Gabriel Martinez
Gabriel Martinez – belizeński polityk, członek Zjednoczonej Partii Demokratycznej, poseł z okręgu Corozal South West i minister ds. rozwoju wsi i samorządu lokalnego w latach 2008-2012.

## Życiorys
Związał się ze Zjednoczoną Partią Demokratyczną i z jej ramienia kandydował do parlamentu.
7 lutego 2008 wygrał wybory parlamentarne w okręgu Corozal South West zdobywając 2538 głosów. Został członkiem Izby Reprezentantów po pokonaniu Gregorio Pablo Garcii z PUP stosunkiem głosów: 57,97% do 41,41%.
14 lutego premier Dean Barrow powołał go do swojego rządu na stanowisko ministra ds. rozwoju wsi i samorządu lokalnego.
W kolejnych wyborach Gabriel Martinez 7 marca 2012 bez powodzenia ubiegał się o reelekcję w okręgu Corozal South West, w którym nieznacznie przegrał z politykiem PUP: Ramiro Ramirezem, stosunkiem głosów: 45,36% do 46,06%).